# Hiroshige Sekō

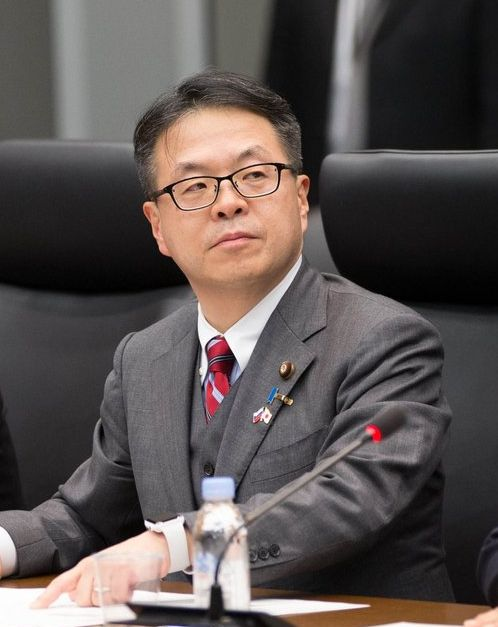
Hiroshige Sekō, 2016

Hiroshige Sekō (jap. 世耕 弘成 Sekō Hiroshige; * 9. November 1962 in Osaka, Präfektur Osaka) ist ein japanischer Politiker (LDP, Abe-Faktion→parteilos/LDP-Fraktion), und seit 2024 Unterhausabgeordneter im nationalen Parlament für den Wahlkreis 2 der politischen Familienheimat Wakayama (Heimatort im heutigen Shingū). Zuvor war er von 1998 bis 2024 Oberhausabgeordneter für Wakayama sowie von 2016 bis 2019 Wirtschaftsminister im dritten und vierten Kabinett Abe.
Sekō, der Enkel von Kōichi Sekō (Seiyūkai→…→LPJ→…→LDP), Unterhausabgeordneter aus Wakayama und Ende der 1950er Jahre Wirtschaftsplanungsminister, und Neffe von Masataka Sekō (LDP), Oberhausabgeordneter aus Wakayama und zu Beginn der 1980er Jahre Innenminister, wurde in Ōsaka geboren, wo sein Großvater, sein Vater, sein Onkel und später er selbst zeitweise in der Leitung der Kinki-Universität tätig waren. Er besuchte die der Pädagogischen Hochschule Ōsaka angeschlossene Oberschule, sein Studium an der politik- und wirtschaftswissenschaftlichen Fakultät der Waseda-Universität schloss er 1986 ab. Anschließend wurde er Mitarbeiter von NTT. 1992 absolvierte er ein Graduiertenstudium an der Universität Boston und wurde danach Presseabteilungsleiter bei NTT.
In die aktive Politik wechselte Hiroshige Sekō bei der Oberhausnachwahl in Wakayama im November 1998 für den im September verstorbenen Onkel. Er setzte sich mit absoluter Mehrheit gegen den parteilos mit Oppositionsunterstützung kandidierenden, NFP→LP-Politiker und späteren Präfekturparlamentsabgeordneten Shinsuke Hamada und einen Kommunisten durch. Bei den regulären Oberhauswahlen 2001, 2007, 2013 und 2019 wurde Sekō jeweils mit absoluten oder sogar Zweidrittelmehrheiten wiedergewählt.
Sekō war 2003–04 (umgebildetes 1. und 2. Kabinett Koizumi) parlamentarischer Staatssekretär im Ministerium für allgemeine Angelegenheiten (Innenministerium), 2005–06 Vorsitzender des zugehörigen Oberhausausschusses, erstmals ab 2002 Vorsitzender des LDP-Präfekturverbandes Wakayama und später in der Nationalpartei unter anderem ab 2010 Vizegeneralsekretär der LDP-Oberhausgruppe und ab 2012 PARC-Vorsitzender der Oberhaus-LDP. Shinzō Abe berief ihn in seiner ersten Regierungszeit 2006 zum Berater des Premierministers (naikaku sōri-daijin hosakan) für Öffentlichkeitsarbeit/PR (kōhō). 2012 wurde er nach dem erneuten Regierungsantritt Abes einer der drei (in der Regel zwei parlamentarische aus den beiden Kammern des Parlaments und ein Beamter) stellvertretender Leiter des Kabinettssekretariats unter Yoshihide Suga. Diese Position behielt Sekō durchgehend bis August 2016, als ihn Abe bei einer Kabinettsumbildung an die Spitze des Ministeriums für Wirtschaft und Industrie berief; von Vorgänger Motoo Hayashi übernahm er auch die beim Kabinettsamt als „Minister für besondere Aufgaben“ angesiedelte Zuständigkeit für die Organisation für Atomkraftentschädigungen und Reaktorstillegungen (genshiryoku songai baishō, hairo tō shien kikō, engl. NDF) sowie einige Zusatzaufgaben ohne eigenständiges Budget, zusätzlich die im wieder aufgenommenen Versuch einer diplomatischen Annäherung an Wladimir Putin neu geschaffene Zuständigkeit für Wirtschaftszusammenarbeit mit Russland. Nach der Wahl 2019 wurde er bei einer Kabinettsumbildung im September 2019 durch Isshū Sugawara ersetzt. Von 2019 bis 2023 war er Generalsekretär der Oberhaus-LDP.
Im 2023 öffentlich gewordenen Skandal um schwarze Kassen der Abe-Faktion, die in der Folge aufgelöst wurde, verließ Sekō im April 2024 als einer der Mitverantwortlichen die LDP. Bei der Unterhauswahl 2024 versuchte Sekō im neu zugeschnittenen Wahlkreis Wakayama 2 als unabhängiger Kandidat gegen den von der LDP nominierten Nobuyasu Nikai (Sohn von Toshihiro Nikai, bis dahin Abgeordneter des abgeschafften Wahlkreises 3) und drei weitere Kandidaten den Kammerwechsel. Sein Abgeordnetenmandat im Oberhaus verlor er damit zu Wahlkampfbeginn am 15. Oktober 2024 automatisch. Er gewann mit 44 % der Stimmen gegen Nikai (31 %) und drei weitere Kandidaten. Anschließend schloss er sich vor der ersten Nationalparlamentssitzung nach der Wahl der LDP-Unterhausfraktion an.
Sekōs Ehefrau Kumiko, die als Politikerin weiterhin unter ihrem Geburtsnamen als Kumiko Hayashi auftritt, war für die konkurrierende Demokratische Partei von 2004 bis zu ihrer Abwahl 2016 Oberhausabgeordnete für Shiga.